# Narodowy Program Przebudowy Dróg Lokalnych

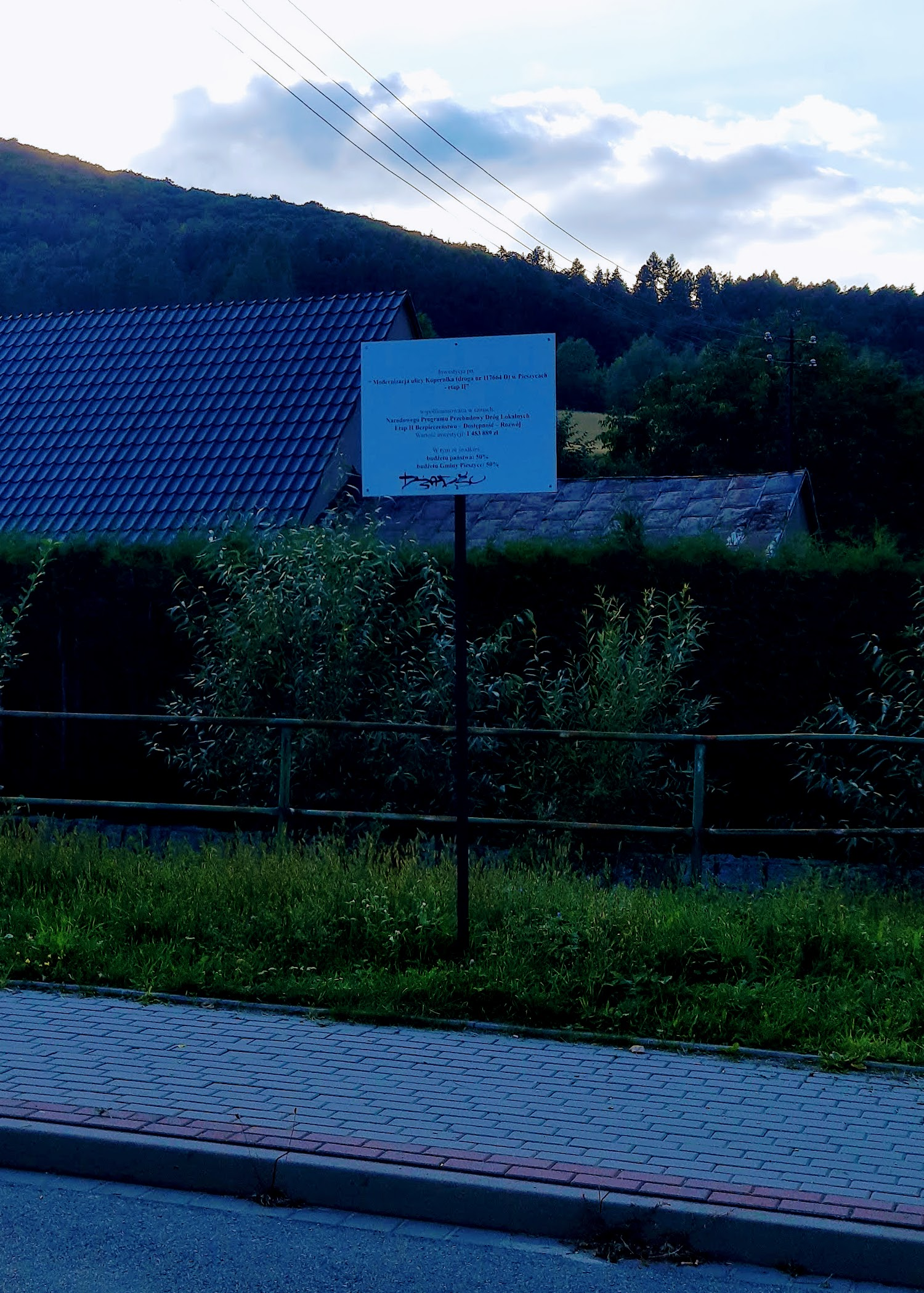
Tablica z dofinansowaniem z Narodowego Programu Przebudowy Dróg Lokalnych

Narodowy Program Przebudowy Dróg Lokalnych (NPPDL, potocznie: schetynówka) − wspólna nazwa dwóch następujących po sobie programów wieloletnich, mających na celu udzielanie jednostkom samorządu terytorialnego dotacji celowych z budżetu państwa na dofinansowanie zadań własnych w zakresie przebudowy, budowy lub remontów dróg powiatowych i gminnych. Nadzór nad realizacją programu sprawował minister właściwy do spraw administracji publicznej.

## Historia

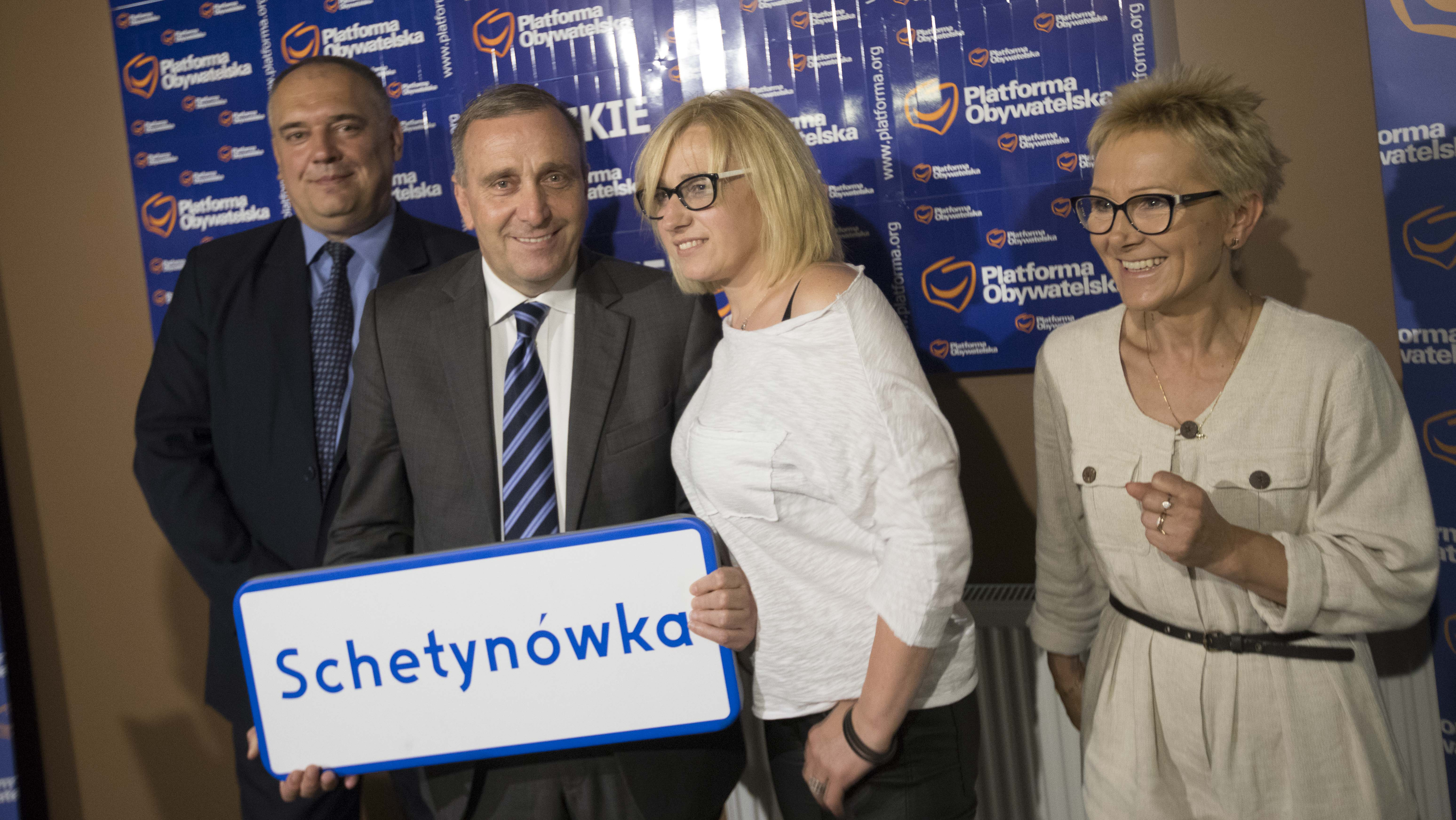
Grzegorz Schetyna

Program został opracowany w Ministerstwie Spraw Wewnętrznych i Administracji kierowanym wówczas przez ministra Grzegorza Schetynę i ustanowiony uchwałą Nr 233/2008 Rady Ministrów z dnia 28 października 2008 roku. Jego termin realizacji ustalono od 31 października 2008 roku do 31 grudnia 2011 roku. Łączne wydatki budżetowe na jego realizację miały wynieść 3 mld zł. Od nazwiska ministra Schetyny drogi objęte programem nazywane są potocznie schetynówkami.
W związku ze zbliżającym się terminem jego wygaśnięcia, uchwałą nr 174/2011 Rady Ministrów z dnia 6 września 2011 r. ustanowiono kolejny program wieloletni, mający zbliżoną nazwę i stanowiący kontynuację poprzedniego. Program miał być realizowany w latach 2012-2015; przewidziano wydatkowanie w jego ramach 3,2 mld zł.